# Cattivi vicini 2
Cattivi vicini 2 (Neighbors 2: Sorority Rising) è un film del 2016 diretto da Nicholas Stoller.
Si tratta si un film commedia, sequel di Cattivi vicini, film uscito nel 2014 diretto sempre da Nicholas Stoller.

## Trama
Mac e Kelly Radner stanno cercando di vendere la loro vecchia casa per trasferirsi in una nuova, dato che lei è incinta del loro secondo figlio. Una coppia, i Baiers, sono interessati a comprare, ma l'agente immobiliare dice a Mac e Kelly che i compratori hanno 30 giorni nei quali possono ritirarsi senza alcuna penalità finanziaria se scoprono qualcosa nella casa che non li soddisfa. Come i Radner, anche l'amico di Mac, Jimmy, e sua moglie Paula aspettano un bambino.
Al college, un gruppo di ragazze del primo anno partecipa a un incontro di benvenuto presso la sede della sorellanza Phi Lamda. Una ragazza, Shelby, fuma uno spinello mentre la presidentessa della Phi Lamda sta parlando. La donna dice a Shelby di mettere via lo spinello e dice che le sorellanze non possono organizzare feste nelle loro proprietà, ma devono limitarsi a partecipare a quelle delle fratellanze maschili. Quella notte, Shelby incontra altre due matricole, Beth e Nora, e insieme partecipano a una festa, la cui natura perversa le lascia però disgustate. Tornate al loro dormitorio per fumare erba, vengono beccate dal Resident Assistant, che le rimprovera per l'uso di droga. Le tre ragazze, stancatesi, decidono così di fondare la loro sorellanza, che battezzano Kappa Nu.
Nel frattempo, Teddy Sanders è a una cena-rimpatriata col suo coinquilino Pete e i suoi vecchi fratelli Delta Psi, Scoonie e Garf. Scoonie ha lanciato la sua app, Garf è diventato un agente di polizia e Pete è diventato un designer di successo e ha fatto coming out senza prima dirlo a Teddy; Teddy invece non è ancora stato in grado di trovarsi un lavoro decente a causa degli eventi del primo film (cosa di cui incolpa i Radner). Il ragazzo di Pete, Darren, fa la proposta di matrimonio a Pete e lui accetta, poi chiede a Teddy di andarsene, dato che ora è fidanzato, cosa che riluttante Teddy accetta.
Le Kappa Nu incontrano un agente immobiliare per prendere in affitto la vecchia casa della Delta Psi, che si trova accanto a quella dei Radner, ma è troppo costosa per loro. Teddy, che s'era introdotto in casa per cercarvi rifugio emotivo, appare dall'oscurità del soggiorno e offre il suo aiuto alle ragazze. Dice loro di dare i soldi che hanno al momento come acconto, e che poi le aiuterà a fare i soldi di cui hanno bisogno per pagare la somma restante. Le ragazze si trasferiscono così nella casa e organizzano la loro prima festa: Mac e Kelly sono inorriditi nello scoprire che i loro nuovi vicini sono una sorellanza festaiola. La coppia chiede a Shelby di mantenere la calma per il prossimo mese, finché la vendita della loro casa non sarà ultimata, ma appare Teddy, che informa i Radner di essere in combutta con la sorellanza e che non sarà facile per loro impedire che i compratori scoprano questa situazione.
Per cacciare la sorellanza, Mac e Kelly chiamano il padre di Shelby, che però se ne va dopo che la figlia gli fa capire che sta cercando di essere indipendente. Le ragazze dichiarano guerra ai Radner e usano la loro sessualità come arma contro di loro. Invadono il giardino dei Radner; molestano Mac, che è costretto a rifugiarsi nella sua auto; tappezzano le finestre dei Radner con tamponi usati impregnati di sangue mestruale, e per finire fanno più rumore possibile, organizzando feste selvagge e piangendo disperate guardando Colpa delle stelle. Mac e Kelly si rivolgono a Dean Gladstone, che però si rifiuta di intervenire perché Kappa Nu è una sorellanza indipendente, fuori dalla giurisdizione del college.
Mac con l'aiuto di Jimmy infesta la casa della sorellanza di cimici dei letti, obbligando le ragazze a pagare una disinfestazione, riducendo molto il loro budget. Avendo bisogno di soldi, le ragazze decidono di vendere marijuana agli studenti a una festa. Teddy esprime il suo disappunto, dicendo che stanno facendo gli stessi errori che lui commise anni prima: le ragazze invece lo ignorano e votano per estrometterlo dalla casa. Shelby poi fa una chiamata anonima alla polizia in cui denuncia gli altri venditori di erba del campus, dando così alla Kappa Nu il monopolio del mercato della cannabis.
Teddy decide di cambiare schieramento e si unisce ai Radner (con Jimmy e Paula) contro la sorellanza, e tutti insieme vanno a un evento organizzato dalla sorellanza fingendosi studenti. Teddy distrae tutte le ragazze ballando in topless, mentre Mac ruba l'erba. Teddy cattura l'attenzione della folla quando però va troppo oltre e decide di tirar fuori il proprio pene, ma il furto di Mac viene comunque scoperto da Shelby. Parte un inseguimento, durante il quale Mac lancia l'erba sulla folla. Le ragazze per vendicarsi mandano falsi messaggi a Mac e Kelly, facendo credere a ognuno dei due che l'altro stia per lasciarlo. Kelly pensa che Jimmy sappia dov'è andato suo marito, quindi lei e Paula vanno a trovare Jimmy al lavoro per interrogarlo. Kelly riesce infine a contattare Mac e scopre che è in viaggio verso Sydney, dato che credeva che lei fosse andata là. Quando Mac e Kelly tornano a casa, scoprono che è stata svaligiata durante la loro assenza dalla sorellanza, che i loro mobili vengono venduti sulla strada e sui muri campeggia la scritta "Kappa Nu" fatta con lo spray. I Baiers non vogliono più comprare la casa e lasciano perciò i Radner in difficoltà finanziarie.
Non avendo abbastanza soldi per pagare l'affitto, anche le Kappa Nu rischiano lo sfratto, quindi Shelby stabilisce che l'unico modo che hanno per trovare abbastanza denaro in tempo è abbandonare i loro standard e organizzare una grande festa con più sex appeal. Le ragazze promuovono la loro festa al campus, mettendo così insieme un ampio pubblico pagante. Mac, Kelly, Jimmy, Paula e Teddy vogliono fermare la festa: Jimmy e Paula s'intrufolano alla festa mentre Teddy tenta di staccare la corrente, ma le ragazze hanno un generatore d'emergenza; Jimmy beve il punch, "inquinato" di cannabis, della festa, nonostante l'avvertimento di Teddy, e si ritrova collassato. Shelby entra nella casa dei Radner e ruba i loro telefoni in modo che essi non possano chiamare la polizia. Mac e Teddy la inseguono nel garage, ma Shelby li semina e li chiude lì dentro. I due imprigionati decidono di evadere dal garage usando gli airbag dell'auto: Teddy va per primo ma sbatte la testa, mentre Mac invece riesce a sfondare la porta schiantandosi contro di essa.
Mac e Kelly inizialmente pensano di aver vinto, ma poi iniziano a provare compassione per le ragazze dopo aver realizzato quanto siano giovani e vulnerabili e che la loro amicizia è a rischio. Kelly le incoraggia a riconciliarsi, a recuperare i loro vecchi ideali e le ragazze buttano fuori i ragazzi della confraternita. Questo attira tutte le ragazze della Phi Lamda, che passano alla Kappa Nu. Alla fine della notte, le ragazze fanno abbastanza soldi non solo per tenersi la casa, ma si offrono anche di prendere in affitto la casa dei Radner, e Mac e Kelly accettano con gioia di essere i padroni di casa.
Tre mesi dopo, Teddy è diventato un popolare wedding planner per coppie gay e sta aiutando Pete a organizzare il suo matrimonio. Mac e Kelly invece si sono trasferiti nella nuova casa con la loro nuova bimba, Mildred, e infine anche Jimmy e Paula sono diventati genitori.

## Distribuzione
Il film è stato distribuito nelle sale statunitensi il 20 maggio 2016, mentre in quelle italiane è stato diffuso il 20 giugno.

## Accoglienza

### Incassi
A fronte di un budget di circa 35 milioni di dollari, il film ne ha incassati 55.455.765 dollari negli Stati Uniti ed altri 52.551.344 nel resto del mondo per un complessivo di 108.007.109 di dollari.

### Critica
L'aggregatore di recensioni online Rotten Tomatoes ha assegnato al film una percentuale di gradimento pari al 63% sulla base di 198 critiche con un voto medio del 5,75 su 10.